# Струков, Николай Андреевич
Николай Андреевич Струков (1921—2010) — советский учёный, кандидат экономических наук, профессор.

## Биография
Родился 22 марта 1921 года в Воронеже.
В 1925 году, в связи с переводом отца на новую работу, семья переехала в Москву. Здесь в 1940 году Николай окончил среднюю школу и был призван вармию. Участник Великой Отечественной и советско-японской войн — принимал участие в боевых действиях на 1-м Дальневосточном фронте в войне против Японии в качестве радиотелеграфиста вагонной радиостанции, обеспечивающей регулярную радиосвязь со ставкой Верховного Главнокомандующего.
В 1946 году, после демобилизации из армии, поступил в Московский финансовый институт (МФИ, ныне Финансовый университет при Правительстве РФ) на финансово-экономический факультет. В студенческие годы избирался секретарем комитета ВЛКСМ и членом парткома института, а также членом бюро РК ВЛКСМ. В 1949 году, без отрыва от учёбы, работал в отделе пропаганды и агитации РК КПСС. В 1950 году Н. А. Струков с отличием окончил МФИ. С 1954 по 1962 годы работал на кафедре политической экономии МФИ: ассистентом, старшим преподавателем, доцентом. В 1955 году защитил кандидатскую диссертацию. Затем с 1955 по 1962 год работал ответственным секретарем приемной комиссии института, в 1955—1956 годах был заместителем декана учётно-экономического факультета, а в 1956—1960 годах — деканом этого факультета.
В 1962 году по рекомендации Московского городского комитета КПСС Николай Струков был направлен на работу в Университет дружбы народов им. П. Лумумбы. Там был избран деканом факультета экономики и права, работал и. о. заведующего кафедрой политической экономии. Затем заведовал кафедрой (1979—1980 годы), стал её профессором. Затем более двух лет Струков работал на Кубе в качестве преподавателя, советника декана экономического факультета Центрального университета Лас-Вильяс, руководителя группы советских специалистов при этом университете, а также избирался секретарем партийной организации группы советских специалистов, работавших в провинции Лас-Вильяс.
Автор свыше 50 научных и учебно-методических работ, в том числе монографий по политической экономии, проблемам переходной экономики, а также ряда учебных пособий, в частности курса лекций по политической экономии (переходная экономика) и лекций по курсу экономической теории. За научно-исследовательскую и педагогическую работу и заслуги в области высшего образования он имел поощрения, благодарности и награды от Министерства высшего образования, Посольства СССР на Кубе, ректората и Совета Университета дружбы народов, а также Центрального университета Лас-Вильяс.
Был награждён орденом Отечественной войны 2-й степени, а также медалями, в числе которых «За победу над Германией в Великой Отечественной войне 1941—1945 гг.» и «За победу над Японией». Приказом Верховного Главнокомандующего от 23 августа 1945 г. Николаю Андреевичу была объявлена благодарность за отличные боевые действия в боях с японцами на Дальнем Востоке.
Умер 22 августа 2010 года в Москве.